# هنري مودسلي
هنري مودسلاي (22 آب 1771 - 14 شباط 1831) كان مبتكرًا إنجليزيًا للآلات الآلية، وصانع الأدوات والقوالب، ومخترعًا. ويعتبر الأب المؤسس لتكنولوجيا الأدوات الآلية. وكانت اختراعاته أساسًا مهمًا للثورة الصناعية.
أدى اختراع مودسلي للمخرطة المعدنية ، عام 1800، إلى تصنيع أحجام لولبية قياسية. سمحت أحجام الخيوط اللولبية القياسية بأجزاء قابلة للتبديل وتطوير الإنتاج الضخم .
كان مودسلاي هو الخامس من بين سبعة أطفال لهنري مودسلاي، كاتب العجلات في المهندسين الملكيين، ومارغريت، الأرملة الشابة لجوزيف لوندي.  أصيب والده أثناء القتال، ولذلك أصبح في عام 1756 "صانعًا" في الأرسنال الملكي ، وولويتش (ثم في كينت )، حيث بقي حتى عام 1776  وتوفي عام 1780. عاشت العائلة في زقاق قبالة ساحة بيريسفورد، بين شارع بويس وشارع بيريسفورد.

## الحياة المهنية
بدأ مودسلاي العمل في سن الثانية عشرة في تعبئة الخراطيش في الأرسنال. وبعد عامين، تم نقله إلى محل نجارة ثم حداد، حيث بدأ في سن الخامسة عشرة التدريب على الحدادة. خلال الفترة التي قضاها في الأرسنال، عمل مودسلاي أيضًا في المسبك الملكي، حيث قام جان فيربروجن بتركيب آلة ثقب أفقية مبتكرة في عام 1772.

## جوزيف برامه
اكتسب مودسلاي سمعة طيبة لدرجة أن جوزيف براما طلب خدماته بناءً على توصية أحد موظفيه. تفاجأ براما بأنه لم يتجاوز الثامنة عشرة من عمره، لكن مودسلاي أظهر قدرته وبدأ العمل في ورشة براما.

## قفل براما
صمم براماه وحصل على براءة اختراع لنوع محسن من الأقفال يعتمد على مبدأ البهلوان، لكنه واجه صعوبة في التصنيع بسعر اقتصادي. قام مودسلي ببناء القفل الذي تم عرضه في نافذة متجر براما مع إشعار يعرض مكافأة قدرها 200 جنيه لأي شخص يمكنه فتحه. ولمدة 47 عاما لم يستطع أحد فتحه. قام مودسلاي بتصميم وصنع مجموعة من الأدوات والآلات الخاصة التي أتاحت صنع القفل بسعر اقتصادي. 

## الضغط الهيدروليكي
صمم براما مكبسًا هيدروليكيًا، لكنه كان يواجه مشاكل في إغلاق كل من المكبس وقضيب المكبس حيث تم تركيبه في الأسطوانة. كانت الطريقة المعتادة هي تعبئة القنب ولكن الضغوط كانت عالية جدًا بحيث لم تنجح هذه الطريقة. جاء مودسلاي بفكرة غسالة الأكواب الجلدية، والتي توفر ختمًا مثاليًا ولكنها لا تقدم أي مقاومة للحركة عند تحرير الضغط. عمل المكبس الهيدروليكي الجديد بشكل مثالي بعد ذلك. لكن مودسلي، لم يتلق الفضل على ذلك. 

## مخرطة قطع المسمار

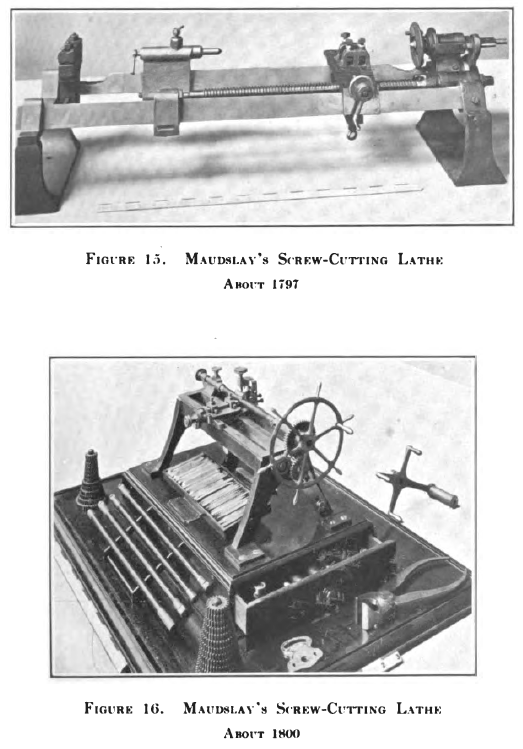
مخارط مودسلاي المبكرة للقطع اللولبي في حوالي عام 1797 أثناء عمله لدى جوزيف براما، وفي عام 1800 في شركته الخاصة.

طور مودسلي أول مخرطة قطع لولبية في عام 1800، مما سمح بتوحيد أحجام سن اللولب لأول مرة.  سمح هذا بتطبيق مفهوم الأجزاء القابلة للتبديل عمليًا على الصواميل والمسامير . 
عندما بدأ مودسلاي العمل في شركة براما، كانت المخرطة النموذجية تعمل بدواسة وكان العامل يمسك أداة القطع مقابل العمل. لم يسمح هذا بالدقة، خاصة في قطع الحديد، لذلك كانت الخيوط اللولبية تُصنع عادةً عن طريق التقطيع والبرد (أي باستخدام اليد الماهرة للأزاميل والملفات ).
صمم مودسلي حامل أدوات، ينزلق بدقة للسماح لأداة القطع بالتحرك في أي اتجاه. تم وضع مسند الشريحة بواسطة لولب رئيسي يتم نقل الطاقة إليه من خلال زوج من التروس القابلة للتغيير بحيث تنتقل بما يتناسب مع دوران العمل. والذي سمح بقطع الخيوط اللولبية بدقة. أعطى تغيير التروس درجات مختلفة. وأحدثت قدرة المخرطة ذات الشريحة المنزلقة على إنتاج أجزاء دقيقة ثورة في إنتاج مكونات الماكينة. قام بتوحيد خيوط البراغي المستخدمة في ورشته وأنتج مجموعات من الصنابير والقوالب التي من شأنها أن تصنع الصواميل والمسامير بشكل متسق مع تلك المعايير، بحيث أن أي مسمار بالحجم المناسب يناسب أي صمولة من نفس الحجم. 
لم يخترع مودسلاي المسند المنزلق،  وربما لم يكن أول من جمع بين المسمار الرئيسي ومسند الشريحة ومجموعة تروس التغيير كلها في مخرطة واحدة.  لكنه قدم مجموعة مكونة من ثلاثة أجزاء من لولب الرصاص، ومسند الشريحة، وتغيير التروس، مما أدى إلى تقدم كبير في أدوات الآلات وفي الاستخدام الهندسي. حيثُ توجد مخرطة القطع اللولبية الأصلية لمودسلاي في متحف العلوم في لندن.
أظهر مودسلاي أنه موهوب جدًا لدرجة أنه بعد عام واحد تم تعيينه بعمر 19 عامًا مديرًا لورشة براما.

## هنري مودسلي وشركاه
في عام 1797، بعد أن عمل في شركة براما لمدة ثماني سنوات، تم رفض زيادة أجر مودسلاي إلى 30 شلنًا في الأسبوع، لذلك قرر إنشاء مشروعه الخاص.  في عام 1798 حصل على متجر صغير ومحددة في شارع ويلز، قبالة شارع أكسفورد. ثم انتقل إلى مبنى أكبر عام 1800.
بحلول عام 1810، كان مودسلاي يوظف 80 عاملاً، ومن ثم انتقل إلى مبنى أكبر في طريق وستمنستر بريدج، لامبيث. قام مودسلاي أيضًا بتجنيد رسام الأميرالية الشاب الواعد، جوشوا فيلد، الذي أثبت موهبته لدرجة أن مودسلاي ضمه إلى الشراكة. أصبحت الشركة فيما بعد مودسلاي، الأبناء وفيلد. 

## ماكينات تصنيع البلوك

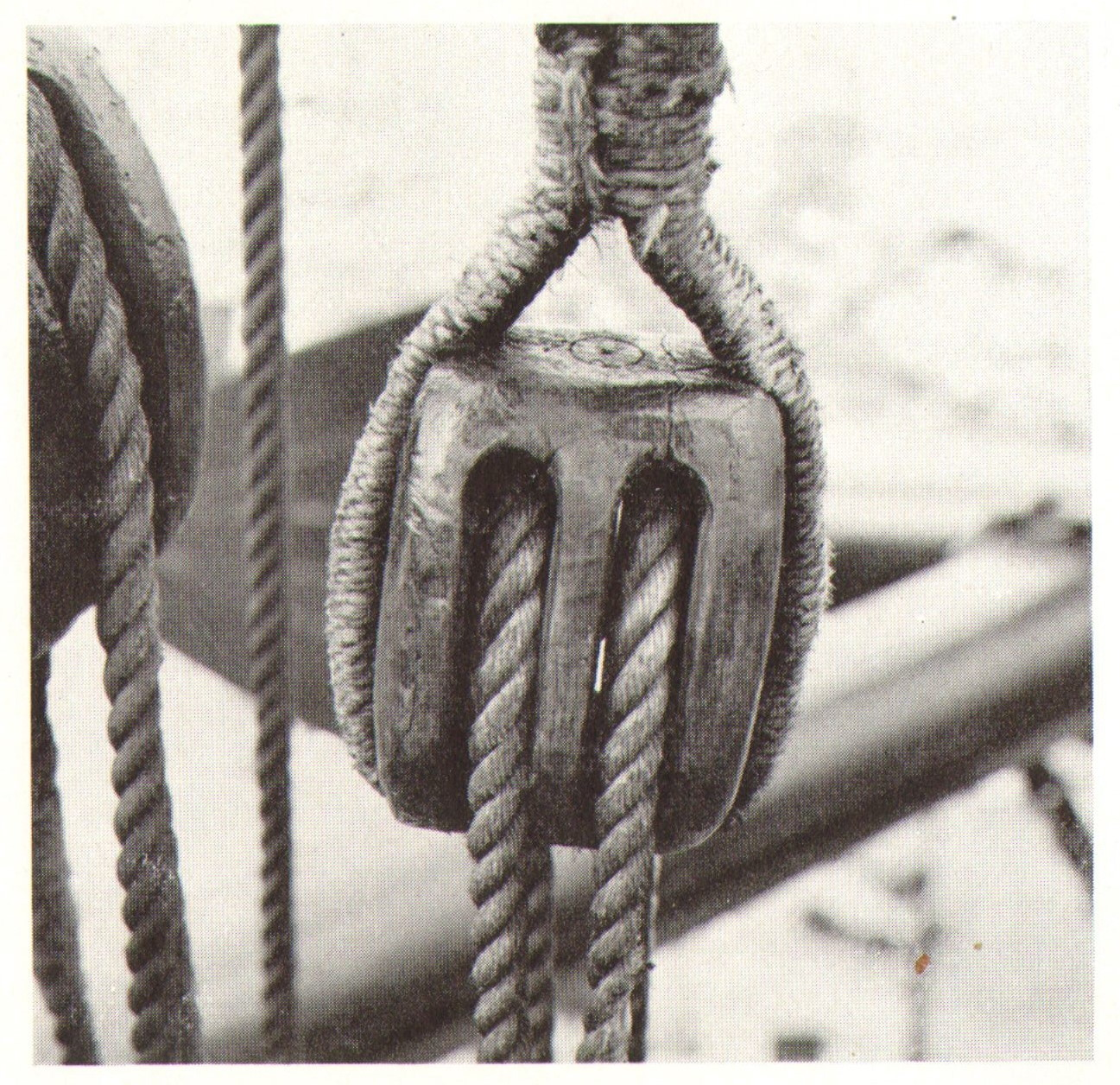
كتلة تزوير من فيكتوري.

بعد العمل السابق الذي قام به صموئيل بنثام، كانت مهمته الرئيسية الأولى هي بناء سلسلة من 42 آلة نجارة لإنتاج كتل خشبية للبحرية تحت قيادة السير مارك إيسامبارد برونيل.
تم تركيب الآلات في شركة بورتسموث بلوك ميلز. تحتاج الآلات فقط إلى عشرة عمال غير ماهرين لتشغيلها مقارنة بـ 110 عمال ماهرين مطلوبين قبل تركيبها.  كان هذا أول مثال معروف للآلات المتخصصة المستخدمة في التصنيع.   

## ميكرومتر
اخترع مودسلاي أول ميكرومتر منضدي قادر على قياس جزء من عشرة آلاف من البوصة (0.0001 في ≈ 3 ميكرومتر ). اسمه "اللورد المستشار" لأنه كان يستخدم للإجابة على أي أسئلة تتعلق بدقة الصنعة. 

## المحركات البحرية

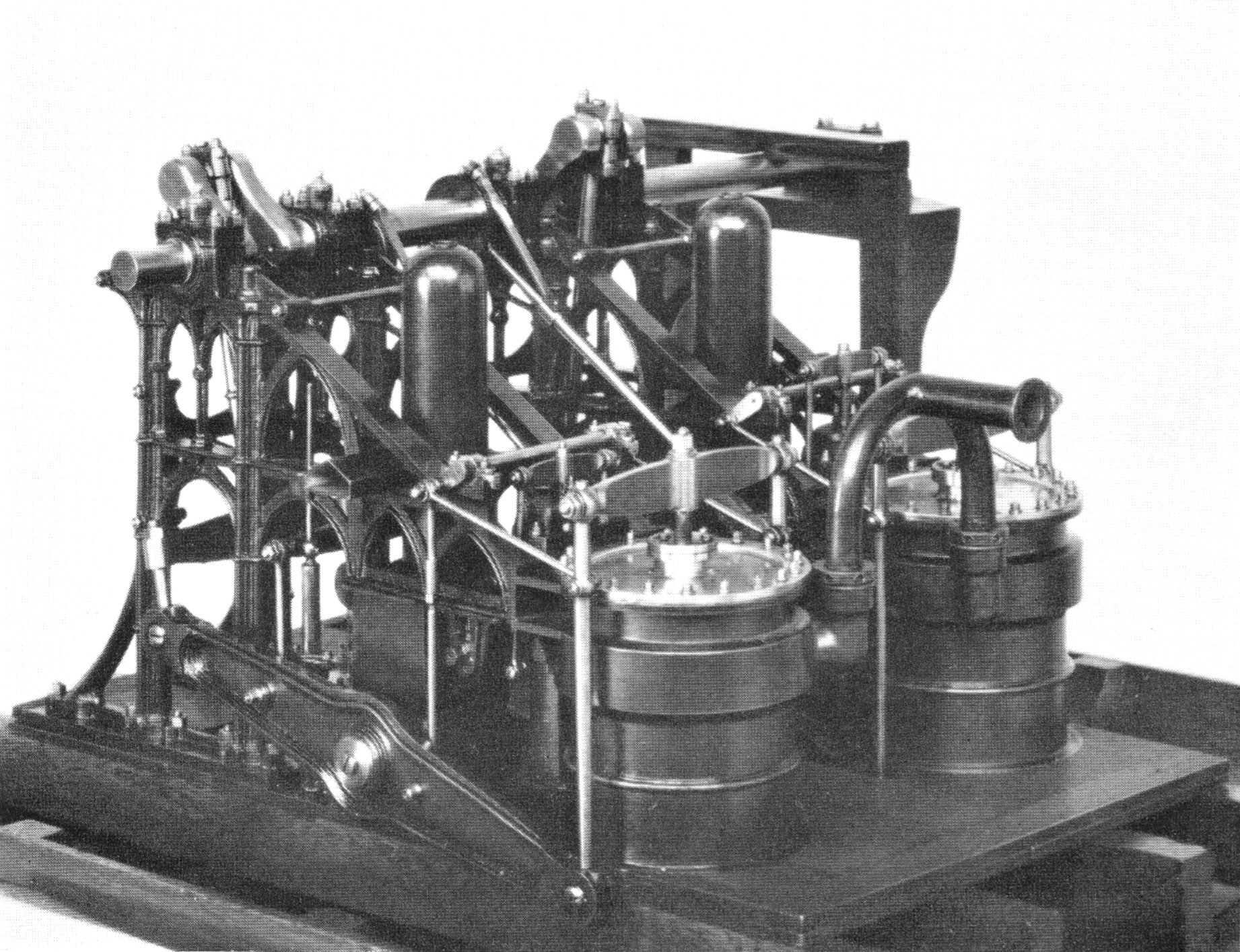
محركات بادل باخرة دي موديل 1829.

بدأت أعمال مودسلاي بالتخصص في إنتاج المحركات البخارية البحرية. كان نوع المحرك الذي استخدمه للسفن عبارة عن تصميم ذو رافعة جانبية، حيث تم تركيب شعاع بجانب الأسطوانة. أدى هذا إلى انخفاض الارتفاع في غرف المحركات الضيقة للبواخر. تم بناء أول محرك بحري له في عام 1815، بقوة 17 حصانًا، وتم تركيبه على باخرة نهر التايمز تسمى ريتشموند. في عام 1823، تم استخدام محرك مودسلاي لتشغيل سفينة لايتننج، وهي أول سفينة تعمل بالطاقة البخارية تُشغلها البحرية الملكية. في عام 1829 تم الانتهاء من إنشاء محرك ذو رافعة جانبية بقوة 400 حصان. 
تم تطوير أعمال المحركات البحرية على يد الابن الثالث لهنري، جوزيف مودسلاي (1801 - 1861). لقد تدرب في بناء السفن في نورثفليت، وأصبح شريكًا مع جوشوا فيلد في شركة والده، حيث كان يتاجر باسم مودسلاي وأولاده وفيلد أوف نورث لامبيث. في عام 1838، بعد وفاة هنري، قامت مصانع لامبيث بتزويد محرك بقدرة 750 حصانًا لسفينة إس إس غريت ويسترن التابعة لشركة إيسامبارد كينغدوم برونيل، وهي أول سفينة بخارية مصممة لهذا الغرض عبر المحيط الأطلسي. وحصلوا على براءة اختراع لمحرك ذو أسطوانة مزدوجة في عام 1839.

## نفق التايمز

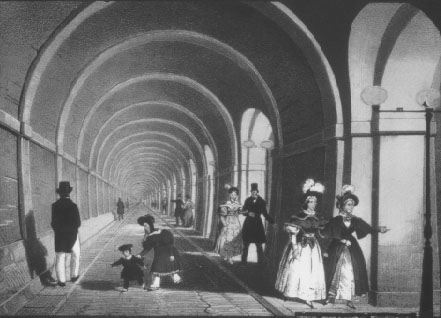
الجزء الداخلي من نفق التايمز، منتصف القرن التاسع عشر.

تم الانتهاء من إنشاء نفق التايمز الأول تحت نهر التايمز في عام 1842. لم يكن إنشاء النفق ممكنًا لولا درع الأنفاق المبتكر الذي صممه مارك برونيل. قام مودسلي أيضًا بتزويد المضخات التي تعمل بالبخار والتي كانت مهمة للحفاظ على جفاف أعمال النفق. 

## الحياة الشخصية
في عام 1791 تزوج من سارة تيندل، وأنجبا إيزابيل مودسلي  وتوماس هنري، الأكبر، وجوزيف الأصغر، وانضموا بعد ذلك إلى والدهم في العمل. أصبح ويليام الثاني مهندسًا مدنيًا وكان أحد مؤسسي معهد المهندسين المدنيين .
كان لدى مودسلاي اهتمامًا بعلم الفلك وبدأ في بناء التلسكوب. كان ينوي شراء منزل في نوروود وبناء مرصد خاص هناك، لكنه توفي قبل أن يتمكن من إنجاز خطته. مَرِضَ لمدة أربعة أسابيع وتوفي في 14  شباط 1831. تم دفنه في باحة كنيسة القديسة مريم المجدلية وولويتش.

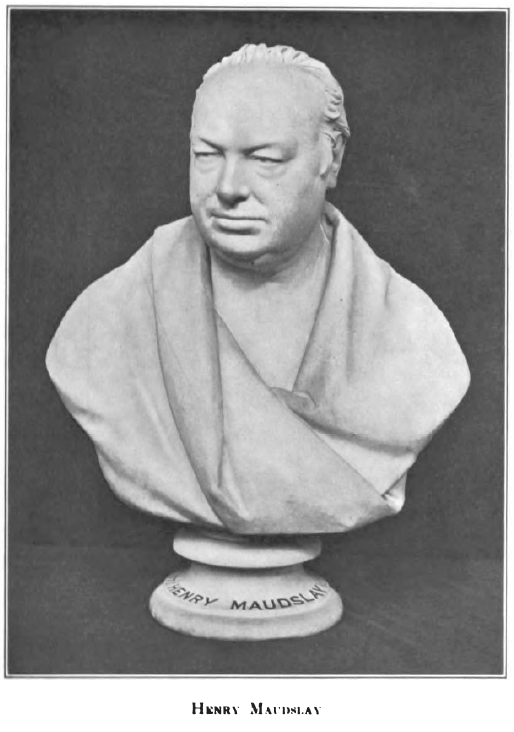
تمثال نصفي لمودسلي.

كان اختراعه الأكثر تأثيرًا هو مخرطة القطع اللولبية التي خلقت التماثل في البراغي وسمحت بتطبيق الأجزاء القابلة للتبديل، بمثابة تطور للثورة الصناعية. 
وقد تدرب في ورشته: ريتشارد روبرتس، وديفيد نابير، وجوزيف كليمنت، والسير جوزيف ويتوورث، وجيمس ناسميث، وجوشوا فيلد. كان لمودسلي دور في تطوير الهندسة الميكانيكية، لكنه كان رائدًا بشكل خاص في تطوير الأدوات الآلية.
كانت شركة مودسلاي واحدة من أهم المصانع الهندسية البريطانية في القرن التاسع عشر، وتم إغلاقها في عام 1904. العديد من الأدوات التي صنعها مودسلي موجودة في مجموعة متحف العلوم بلندن . 

## النطق والتهجئة
في لقب مودسلي، كما هو الحال في الأسماء البريطانية الأخرى ذات مقطع لفظي نهائي غير مشدد، يتم نطق المقطع النهائي كـ / i / أو اختصار له؛ لذلك فهو يبدو مثل /ˈmɔːdzli/ .

## روابط خارجية
- صورة لمخرطة مودسلي الأصلية